# Kim Rak-hui
Dans ce nom coréen, le nom de famille, Kim, précède le nom personnel.
Pour les articles homonymes, voir Kim.
Kim Rak-hui (née le 11 novembre 1933 et décédée en février 2013) est une femme politique nord-coréenne, vice-Première ministre de son pays de 2010 à 2012.